# 제624작전센터
제624작전센터(영어: 624th Operations Center (624 OC))는 활동을 끝내고 해산한 미국 공군의 서수 공군인 제24공군의 항공작전센터이다.

## 역사
2009년 8월 20일, 공군부 장관의 공군 사이버스페이스 활동 재배열 조치에 따라 제608공군네트워크작전센터(608th Air Force Network Operations Center)를 해산하고 제624작전센터를 창설하였다. 제624작전센터는 제24공군, 공군우주사령부에 보고한다.
2020년 3월 16일, 제625작전센터와 함께 제616작전센터로 병합되었다. 두 작전센터와 마찬가지로 랙랜드 공군기지에 본부를 두었다.

## 기록

### 계보
- 1948년 5월 14일에 145th Airways and Air Communications Service Squadron→제145항로 및 항공통신근무대대로 제정됨.

1948년 6월 1일에 조직됨.
1948년 10월 1일에 1957th Airways and Air Communications Service Squadron→제1957항로 및 항공통신근무대대로 재편성됨.
1959년 9월 18일에 957th Airways and Air Communications Service Group→제957항로 및 항공통신근무전대로 재편성됨.
1959년 10월 5일에 Headquarters, 1957th Airways and Air Communications Service Group→제1957항로 및 항공통신근무전대로 재편성됨.
1961년 7월 1일에 Headquarters, 1957th Communications Group→제1957통신전대로 재편성됨.
1984년 8월 1일에 1957th Information Systems Group→제1957정보체계전대로 재편성됨.
1986년 11월 1일에 1957th Communications Group→제1957통신전대로 재편성됨.
1992년 4월 13일에 활동을 멈춤.
- 2009년 8월 11일에 624th Operations Center→제624작전센터로 재편성됨.

2009년 8월 11일에 활동을 시작함.
2020년 3월 16일에 활동을 멈춤.

### 소속
- 제71항로 및 항공통신근무전대; 1948년 6월 1일
- 제1810항로 및 항공통신근무전대; 1948년 10월 1일
- 태평양 통신지역; 1957년 11월 1일
- 제1957항로 및 항공통신전대(이후, 제1957통신)전대; 1959년 10월 8일
- 태평양 통신지역(이후, 태평양 통신사단; 태평양 정보체계사단; 태평양 통신사단); 1959년 11월 8일
- 제15항공기지단; 1 October 1990년 10월 1일  ~ 1992년 4월 13일
- 제24공군; 2009년 8월 18일 ~ 2019년 10월 11일
- 제16공군; 2019년 10월 11일 ~ 2020년 3월 16일

### 거점
- 하와이 준주(이후, 하이와주) 히캄 공군기지; 1948년 6월 1일 ~ 1992년 4월 13일
- 텍사스주 랙랜드 공군기지; 2009년 8월 18일 ~ 2020년 3월 16일

### 표창
| 스트리머 그림 | 스트리머 이름     | 내역 | 참고 |
| ------------- | ----------------- | --- | ---- |
|               | 해군 공로부대표창 | 1. 1968년 1월 1일 ~ 1969년 7월 26일 |      |
|               | 공군 우수부대표창 | 1. 1962년 2월 1일 ~ 11월 30일 2. 1966년 1월 1일 ~ 1967년 12월 31일 3. 1989년 7월1 일 ~ 1991년 6월 30일 4. 2012년 11월 1일 ~ 2014년 10월 31일 |      |

## 참고 자료
- Robertson, Patsy H. (2009년 9월 18일).  Haulman, Daniel, 편집. “624 Operations Center (ACC)”. 《Air Force Historical Research Agency》 (미국 영어). 2025년 4월 12일에 확인함.